# Puffing Billy (lokomotiva)

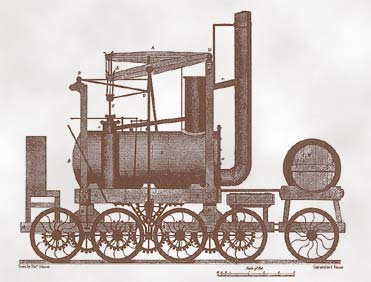
Puffing Billy

Puffing Billy (doslova Bafající Billy) byla parní lokomotiva z let 1813-1814, která ve svém vývoji v podstatě konstrukčně navazovala na stroj Cogwheel. Měla ale více hnaných náprav (2 nebo 4) a ozubená kola využívala pro přenos síly mezi nápravami, přenos tažné síly je však prostý adhezní.
Dnes je ji možné vidět v Muzeu vědy v Londýně.